# ひまつぶし (チームしゃちほこのアルバム)
| 専門評論家によるレビュー            | 専門評論家によるレビュー |
| レビュー・スコア                    | レビュー・スコア         |
| 出典                                | 評価                     |
| ----------------------------------- | ------------------------ |
| 『Rolling Stone Japan』（南波一海） | [ 2 ]                    |

『ひまつぶし』は、チームしゃちほこの1stアルバム。2014年8月20日にワーナーミュージック・ジャパンから発売された。

## 概要
アルバムタイトルは愛知県名古屋市の郷土料理とされるひつまぶしに由来している。ひつまぶしの3種類の食べ方になぞらえて、「聴く盤」（初回生産限定ひまつぶしプライス、通常仕様）、「初回限定【見る盤】」、「初回限定【踊る盤】」の3形態での発売。聴く盤はCDのみ。見る盤はDVDとLet'sひまつぶし!ほぼB3サイズ「マチガイサガシ」仕様歌詞カード付き。踊る盤はメンバーの撮りおろしショットが入ったダンス教則本とLet'sひまつぶし!ほぼB3サイズ「でら難問!イラストロジック」仕様歌詞カード付き。また、裏ジャケットはひつまぶしの写真になっている。
当アルバムは、「第7回CDショップ大賞2015」にノミネートされた。

## 収録曲

### CD
1. SPACEひつまぶし supported by ZEN-LA-ROCK （スペースひつまぶし　サポーテッド バイ ゼン-ラ-ロック）
作詞：ZEN-LA-ROCK、作曲・編曲：ANNE Beats
サビには、ファとソの2音のみしか使われていない。[4]
発売前にインターネットカフェ スペースクリエイト 自遊空間で先行試聴ができた。
2. 首都移転計画 （しゅといてんけいかく）
作詞：Naoki Takada、作曲：Naoki Takada、Shintaro“Growth”Izutsu、編曲：Shintaro“Growth”Izutsu
4thシングル。
3. 抱きしめてアンセム （だきしめてアンセム）
作詞・作曲・編曲：浅野尚志（SUPA LOVE）
日本テレビ「PON!」2014年9月期エンディングテーマ。
4. んだって!! （んだって）
作詞：千原ジュニア、作曲・編曲：蔦谷好位置（agehasprings）
お笑い芸人である千原ジュニアが初めて作詞した曲。この曲の制作過程は、スペースシャワーTV「千原ジュニアの鼓膜」にて放送された。
5. 愛の地球祭 （あいのちきゅうさい）
作詞：宮下浩司、作曲・編曲：コモリタミノル
5thシングル。
6. いいくらし （いいくらし）
作詞：もちいしりり、作曲・編曲：吉田哲人
6thシングル。
7. アイドンケア （アイドンケア）
作詞・作曲・編曲：岡崎宙史、北川暁
8. 赤味噌Blood （あかみそブラッド）
作詞・作曲：しほり、編曲：Daichi
2013年12月21日に開催された「チームしゃちほこ愛の地球祭り 2013 in 愛知県体育館」で初披露。Daichiとメンバーによるボイスパーカッションが特徴。
9. colors （カラーズ）
作詞・作曲：小出祐介（Base Ball Bear）[5]、編曲：釣俊輔（agehasprings）
10. 明け星 （あけぼし）
作詞：北村岳士、作曲：北村岳士、田上陽一、編曲：松本淳一
１曲を通してメンバー全員がユニゾンで歌っている。
11. よろしく人類 （よろしくじんるい）
作詞・作曲・編曲：youth case
ローソン中部ローソン支社『チームしゃちほこローソン夏祭りキャンペーン』キャンペーン告知CMソング。
12. カントリーガール （カントリーガール）
作詞・作曲・編曲：浅野尚志（SUPA LOVE）
13. 乙女受験戦争 （おとめじゅけんせんそう）
作詞・作曲・編曲：浅野尚志（SUPA LOVE）
2012年12月24日、ライブ会場7,777枚限定発売されたシングル。アルバム収録の際にアレンジがされている。

### DVD（初回限定【見る盤】のみ）
2014年5月11日に中野サンプラザで開催された「店長サミット!!!〜ありがとうを伝えきれてなくて〜」のライブ映像を収録。
1. OEOEO （オエオエオ）
作詞:あだちみこ、作曲:浅利進吾、編曲:h-wonder
5thシングルのカップリング曲。
2. エンジョイ人生 (エンジョイじんせい)
作詞・作曲・編曲：浅野尚志(SUPA LOVE)
6thシングルのカップリング曲。
3. 乙女受験戦争 (おとめじゅけんせんそう)
作詞・作曲・編曲：浅野尚志(SUPA LOVE)
4. ピザです! (ピザです)
作詞・作曲・編曲：芳賀政哉
2ndシングルのカップリング曲。
5. もーちょっと走れ!!! (もーちょっとはしれ)
作詞・作曲・編曲：村カワ基成
限定出荷シングルのカップリング曲。

## リリース日一覧
| 地域 | リリース日    | レーベル                                  | 規格   | カタログ番号                                           |
| ---- | ------------- | ----------------------------------------- | ------ | ------------------------------------------------------ |
| 日本 | 2017年2月22日 | unBORDE（ワーナーミュージック・ジャパン） | CD     | WPCL-11956（初回生産限定ひまつぶしプライス【聴く盤】） |
| 日本 | 2017年2月22日 | unBORDE（ワーナーミュージック・ジャパン） | CD     | WPCL-11978（初回限定【踊る盤】）                       |
| 日本 | 2017年2月22日 | unBORDE（ワーナーミュージック・ジャパン） | CD+DVD | WPZL-30902/3（初回限定【見る盤】）                     |

## 受賞
| 年   | 賞                  | 部門     | 結果       |
| ---- | ------------------- | -------- | ---------- |
| 2015 | 第7回CDショップ大賞 | 大賞受賞 | ノミネート |